# (6778) Tosamakoto
(6778) Tosamakoto est un astéroïde de la ceinture principale.

## Description
(6778) Tosamakoto est un astéroïde de la ceinture principale. Il fut découvert le 4 octobre 1989 à Kitami par Atsushi Takahashi et Kazuro Watanabe. Il présente une orbite caractérisée par un demi-grand axe de 2,84 UA, une excentricité de 0,04 et une inclinaison de 3,1° par rapport à l'écliptique.

## Compléments